# Katoun
La Katoun (en russe : Катунь, qui signifie en altaï « femme ») est une rivière de Russie, longue de 688 km qui, en se combinant avec la Biia, donne naissance au fleuve Ob.

## Géographie
La rivière prend sa source près de la frontière de la Russie avec le Kazakhstan dans les monts Katoun au pied du glacier de la Katoun situé sur le mont Béloukha (4 506 m), dans le sud-ouest de la Sibérie et dans la république de l'Altaï. Elle traverse ensuite la steppe d'Ouïmon et rejoint la Biia une quinzaine de kilomètres en aval de Biisk, à Sorokino, dans le kraï de l'Altaï pour former l'Ob, et ce à une altitude de 162 mètres.
La rivière draine un bassin de 60 900 km2 et a un débit moyen de 617 m3/s à Srostki, (à 53 km de son point de confluence avec la Biia). La rivière gèle de fin novembre-début décembre à mi-avril.
Le dénivelé total entre la source et la jonction avec la Biia est de 2 000 mètres : les rapides de la rivière sont un lieu très fréquenté par les sportifs.
Un projet de construction de barrage non loin de l'agglomération d'Oust-Koksa a été arrêté à la suite de protestations des habitants et de la crise économique russe.

## Affluents
Les principaux affluents du Katoun sont :
- la Koksa (rive gauche)
- la Koutcherla (rive droite)
- l'Akkem (rive droite)
- l'Argout (rive droite)
- la Tchouïa (rive droite)
- l'Oursoul (rive gauche)
- la Sema (rive gauche)
- l'Icha (rive droite)
  - la Tchapcha (rive droite)
- la Kamenka (rive gauche)

## Hydrométrie - Les débits à Srostki
Le débit de la rivière Katoun a été observé sur une période de 48 ans (durant les années 1936-1989), à Srostki, localité située à 53 kilomètres en amont de sa confluence avec la Biia.
La Katoun est une rivière abondante. Le module de la rivière à Srostki est de 617 m3/s pour une surface prise en compte de 58 400 km2, ce qui correspond à 96 % de la totalité du bassin versant de la rivière qui en compte 60 900. La lame d'eau écoulée dans son bassin versant se monte de ce fait à 334 millimètres annuellement.
La rivière Katoun présente des fluctuations saisonnières de débit élevées. Les hautes eaux se déroulent au printemps puis en été, et se caractérisent par des débits mensuels moyens allant de 895 à 1 770 m3/s, de mai à août inclus (avec un sommet en juin). Dès le mois d'août, le débit diminue progressivement ce qui mène aux basses eaux d'hiver qui ont lieu de novembre à mars, avec une baisse du débit mensuel moyen jusqu'au niveau de 91 m3/s au mois de février.
Mais les fluctuations de débit sont plus importantes selon les années, ou calculées sur de courtes périodes.
Le débit moyen mensuel observé en février (minimum d'étiage) atteint 90,7 m3/s, soit plus ou moins 5 % du débit moyen du mois de juin (maximum de l'année), ce qui souligne l'amplitude élevée des variations saisonnières. Sur la période d'observation de 48 ans, le débit mensuel minimal a été de 4,0 m3/s en février 1949, tandis que le débit mensuel maximal s'est élevé à 2 930 m3/s en juin 1966.
En considérant la seule période libre de glaces (de mai à octobre inclus), le débit mensuel minimal observé a été de 213 m3/s en octobre 1945, ce qui restait bien abondant. Des débits mensuels estivaux (juin-septembre) inférieurs à 300 m3/s sont rarissimes.

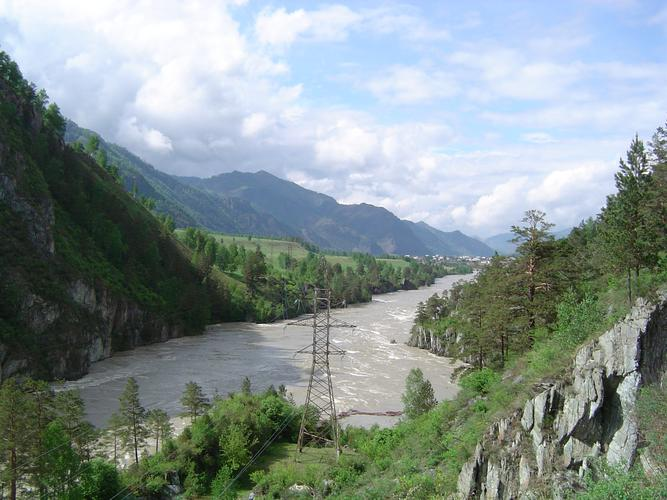
La Katoun dans la région de Tchemal
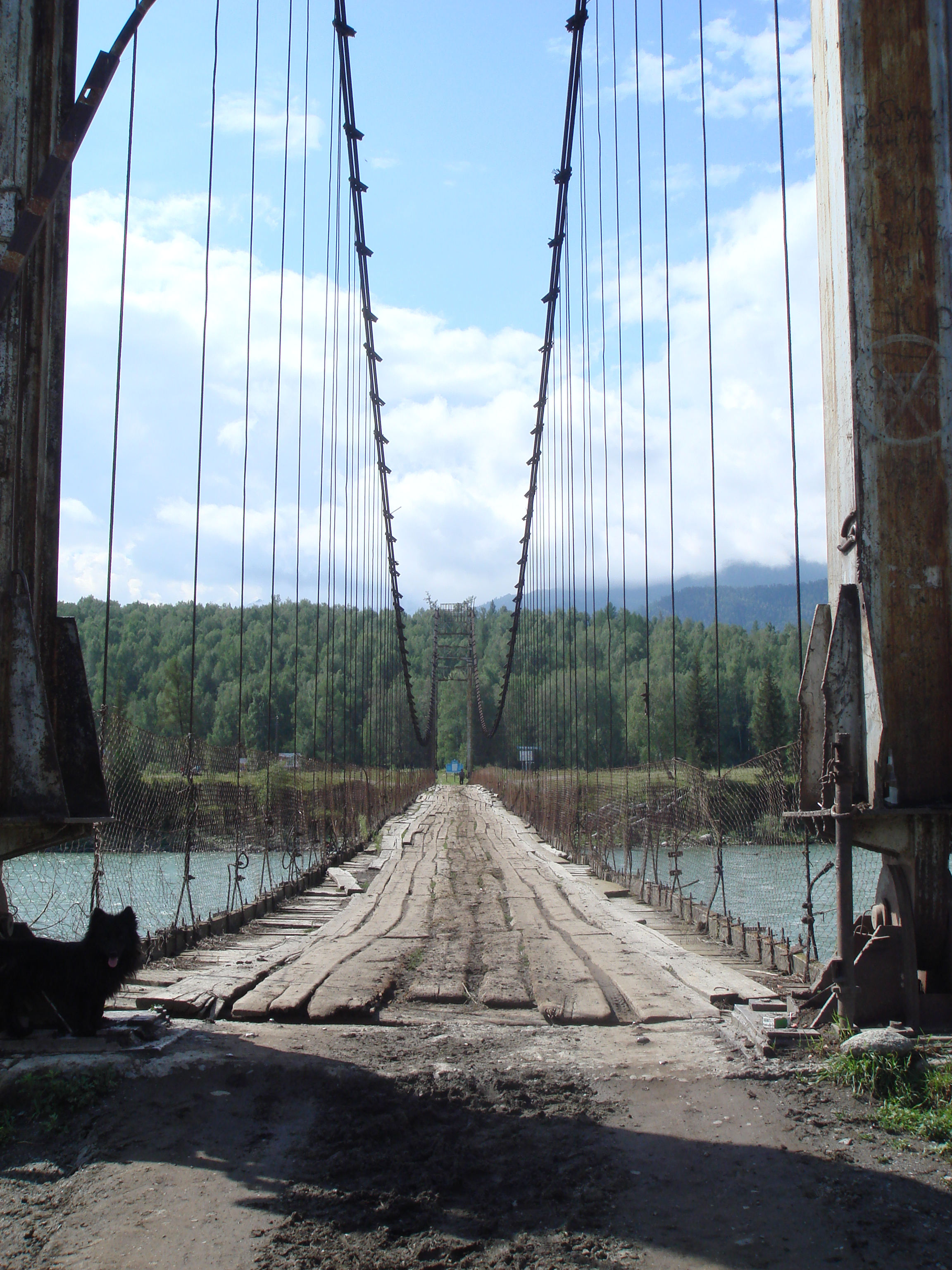
Pont sur la Katoun à Tioungour.
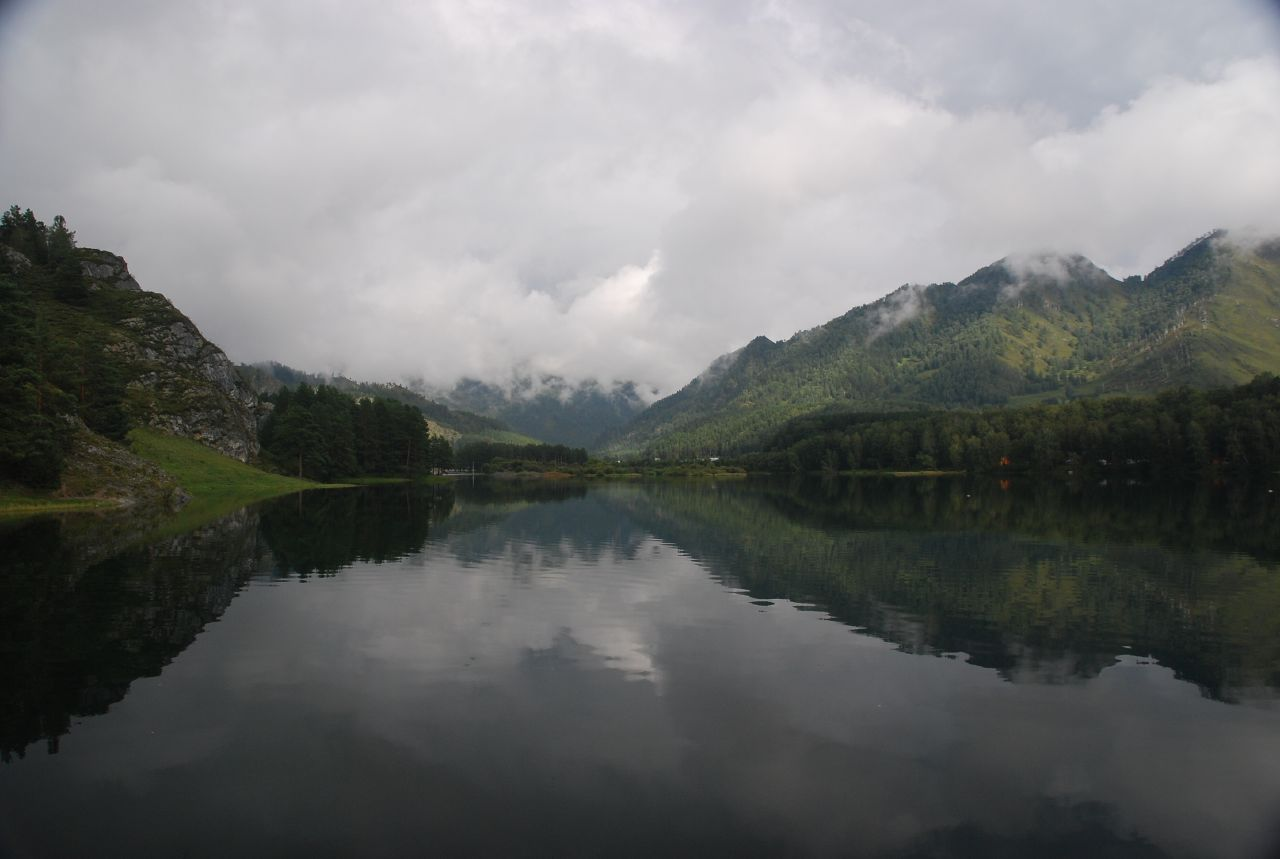
La Katoun au nord de Bistrianka

## Histoire
Le premier à décrire les sources de la rivière Katoun est le docteur Friedrich August von Gebler en 1836. Leur cartographie précise a été effectuée par Vassili Sapojnikov à la fin du XIXe siècle.